# 更上一層樓
《更上一層樓》（英語：Living Up），香港電視廣播有限公司製作的一個住宅資訊節目。內容主要是介紹最新的香港樓市情報、精選住宅、請室內設計師介紹家具，家居裝飾裝修，風水師介紹家居風水佈局，以及請作為嘉賓的城中名人客串主持人介紹自己的家居佈置心得等相關內容。
《更上一層樓》於2005年11月4日（星期五）香港時間晚上19:05，在該公司旗下頻道翡翠台首播，現時節目已播出至第十一輯。
第四輯，節目改為在該公司另一頻道高清翡翠台播出。另外，第四輯的節目形式有所轉變，節目中所介紹的豪宅，均為過去一週在另一理財資訊節目《創富坊》中曾經介紹的。第五及第六輯又回歸翡翠台播映，節目形式類似一至三輯。第七輯於翡翠台星期五時段的全新改革資訊節目《東張西望》中剪輯播出，每集約五分鐘。第八輯於無綫生活台星期六時段播出，每集約四十五分鐘。
從第九輯開始，除了仍由無綫生活台於星期五晚上八點作出首播外，更於星期六晚上八點於翡翠台及高清翡翠台重播。

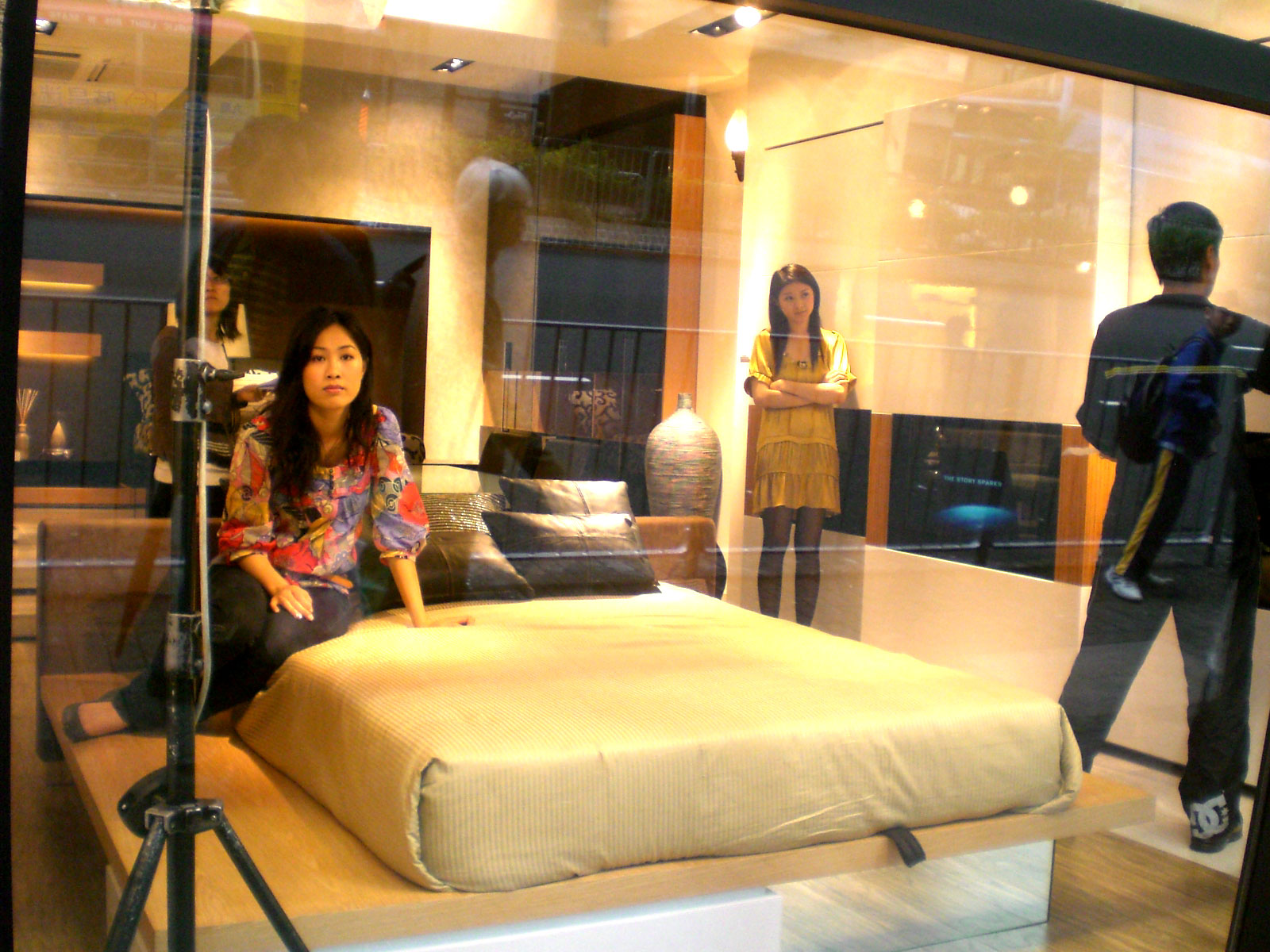
《更上一層樓》的一次外景，拍攝於2008年3月28日，而播出於4月11日

## 各輯資料
| 輯數 | 播出日期                                        | 播出時間                                              | 播出頻道                      | 主持                                   | 贊助商             | 集數 |
| ---- | ----------------------------------------------- | ----------------------------------------------------- | ----------------------------- | -------------------------------------- | ------------------ | ---- |
| 1    | 2005年11月4日至 2006年4月28日                   | 逢星期五晚19:05（首5集） 逢星期五晚23:05              | 翡翠台                        | 郭可盈、朱凱婷、林莉、高鈞賢           | 美聯物業           | 26   |
| 2    | 2006年8月11日至 2006年11月3日                   | 逢星期五晚23:05                                       | 翡翠台                        | 楊崢、朱凱婷、麥雅緻                   | 碧桂園集團         | 13   |
| 3    | 2007年1月12日至 2007年3月30日                   | 逢星期五晚23:05                                       | 翡翠台                        | 曾華倩、林莉、陸詩韻                   | 碧桂園集團         | 12   |
| 4    | 2008年1月5日至                                  | 逢星期六晚19:35                                       | 高清翡翠台                    | 張可頤、林莉、呂慧儀、蕭正楠           | 美聯物業／達明牆紙 |      |
| 5    | 2008年3月28日至 2008年8月1日                    | 逢星期五晚23:05                                       | 翡翠台                        | 張可頤、楊思琦、徐淑敏、張雪芹         | 美聯物業           | 17   |
| 6    | 2008年8月29日至 2008年12月19日                  | 逢星期五晚23:05                                       | 翡翠台                        | 楊崢、李詩韻、張雪芹                   | Aviva人壽保險      | 17   |
| 7    | 2009年7月3日至                                  | 逢星期五晚19:30《東張西望內播映》                     | 翡翠台                        | 張雪芹、龔嘉欣                         |                    |      |
| 8    | 2009年10月17日至                                | 逢星期六晚18:00 - 19:00                               | 無綫生活台                    | 姚嘉妮、陳美詩                         |                    |      |
| 9*   | 2010年10月1日至12月10日 2010年10月2日至12月11日 | 逢星期五晚20:00 - 21:00 逢星期六晚20:00 - 20:30       | 無綫生活台 翡翠台、高清翡翠台 | 鄭裕玲、彭慧中、沈震軒、曾敏           | 美聯物業           | 11   |
| 10*  | 2010年2月11日至 2011年2月12日至6月11日          | 逢星期五晚20:00 - 21:00 逢星期六晚20:00 - 20:30       | 無綫生活台 翡翠台、高清翡翠台 | 鄭裕玲、梁嘉琪、鄧上文、楊天經、張美妮 | 美聯物業           | 16   |
| 11   | 2012年9月22日至2013年1月19日                    | 星期六晚19:35 - 20:30（首集） 逢星期六晚20:00 - 20:30 | 翡翠台、高清翡翠台            | 曾華倩、龔嘉欣、許家傑                 | 美聯物業           | 17   |

- 第9、10輯由無綫生活台播出1小時版本，而翡翠台及高清翡翠台重播則播出半小時的精華版本。

## 收視（第9輯）
以下為本節目於香港無綫電視翡翠台及高清翡翠台之收視紀錄：
| 集數 | 日期           | 平均收視 | 最高收視 |
| ---- | -------------- | -------- | -------- |
| 1    | 2010年10月2日  | 18點     |          |
| 2    | 2010年10月9日  | 15點     |          |
| 3    | 2010年10月16日 | 14點     |          |
| 4    | 2010年10月23日 | 15點     |          |
| 5    | 2010年10月30日 | 14點     |          |

## 潮樓殿堂
《潮樓殿堂》為《更上一層樓》的精選剪輯版，內容主要介紹精選住宅、請室內設計師介紹家具，家居裝飾及裝修小貼士。旁白為黃啟昌。
節目由2009年6月21日至2009年11月1日於高清翡翠台首播，播映時間為星期日17:00-17:30（10月3日起改為18:00-18:30），以及於星期四06:00-06:25、12:30-13:00、17:55-18:30、02:50-03:15重播。

## 外部連結
- 無綫電視官方網頁 - 更上一層樓（第三輯） （页面存档备份，存于）
- 無綫電視官方網頁 - 潮樓殿堂 （页面存档备份，存于）